# HMS Royal Oak (1914)
HMS «Royal Oak» (Его Величества Корабль «Ройял Оук» (Королевский Дуб) — британский линкор типа «Ривендж». Потоплен 14 октября 1939 года в Скапа-Флоу на Оркнейских островах проникшей в гавань немецкой подводной лодкой U-47.

## История
Спецификация кораблей типа «Ривендж» была одобрена Адмиралтейством 13 мая 1914 года, в июне того же года был выдан заказ на строительство. С началом Первой мировой войны работы на этих линкорах были остановлены, а 26 августа ввиду малого процента их готовности заказы на постройку и вовсе были аннулированы. Предполагалось, что начавшаяся война не затянется, и нет смысла строить новые корабли, так как они не успеют принять участия в боевых действиях.
В январе 1915 года было получено разрешение достроить корабли с чисто нефтяным отоплением вместо комбинированного угольно-нефтяного. По расчётам предполагалось, что в этом случае турбины после незначительных переделок будут способны развивать 40 000 л. с. вместо 31 000 л. с., которые рассчитывали получить в первоначальном проекте. Это позволило бы значительно увеличить скорость — с 21 узла (при 300 оборотах винта в минуту) до 23 узлов (при 320 оборотах). Переход на нефтяное отопление позволил бы значительно уменьшить запас топлива, не меняя в конечном итоге расчётную дальность плавания — вместо прежних 3000 тонн угля и 1500 тонн нефти корабли брали бы по 3400 тонн нефти. Сэкономленный вес предполагалось использовать главным образом по статье вооружения — для увеличения боезапаса главного калибра с 80 до 100 выстрелов на орудие. Ряд дальнейших усовершенствований в конце концов привёл к увеличению водоизмещения изменённого проекта до 25 800 тонн. Вдобавок, переход на нефтяное отопление котлов на 75 человек уменьшал численность кочегаров.

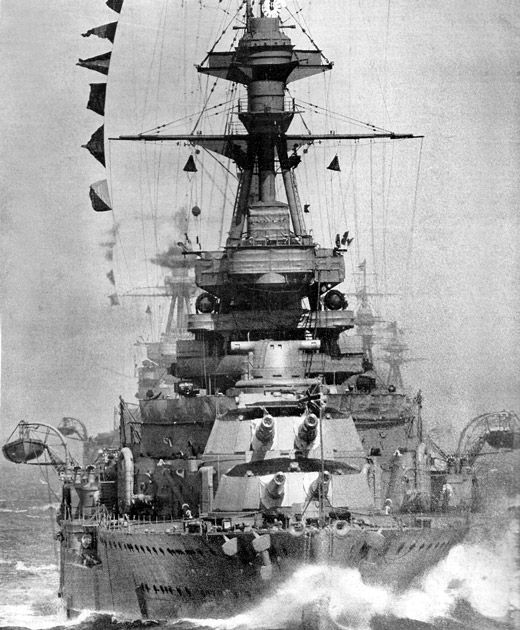
HMS Royal Oak на маневрах 1928 год

14 октября 1939 года с началом прилива немецкая подлодка «U-47» (командир капитан-лейтенант Гюнтер Прин) благополучно проскользнула на рейд якорной стоянки Скапа-Флоу. В одном из кораблей противника Прин узнал английский линкор «Роял Оук», другим было вспомогательное судно «Pegasus».
В это время на «Роял Оук» было 1200 человек экипажа, 200 из которых находились на вахте. На корабле была введена светомаскировка.
В 1:04 14 октября прозвучал взрыв. Большинство из экипажа корабля решило, что это следствие атаки самолёта. Общая тревога не была поднята. Через несколько минут (в 1:16) раздались ещё несколько взрывов. Корабль начал быстро крениться на правый борт. Один из взрывов повредил систему освещения и громкую связь. Последний взрыв вызвал детонацию одного из погребов. Вспышки и пламя ввели в заблуждение тех, кто уже был на палубе. Создалась иллюзия атаки с воздуха. В 1:29 минут корабль перевернулся и затонул на глубине 30 метров. Погибло 833 моряка, включая контр-адмирала Генри Блэгроува.
Согласно распространённой легенде, в ноябре 1918 года, когда на базе Скапа-Флоу собирали корабли германского Флота открытого моря для последующего интернирования, в трюме «Роял Оук» зазвучала барабанная дробь, которую многие отождествляют с барабаном Френсиса Дрейка.
Несанкционированные погружения в месте гибели линкора запрещены, ежегодно проводится церемония поминовения корабля.

## Экологическая опасность
Royal Oak затонул, имея на борту около 3000 тонн топочного мазута. В 1990-х годах нефть начала вытекать из проржавевшего корпуса, и опасения по поводу воздействия на окружающую среду заставили Министерство обороны рассмотреть планы по её добыче. Статус Royal Oak как военной могилы требовал осторожного подхода к исследованиям и любым предлагаемым методам удаления нефти: планы по подъёму корабля в 1950-х годах были аннулированы из-за сопротивления общественности. В дополнение к этическим соображениям, требуется особая осторожность при планировании работ во избежание массового выброса оставшейся нефти. Ситуацию усложняет и наличие в погребах множества тонн неразорвавшихся боеприпасов.
Министерство обороны заказало съёмку места крушения и оценку его состояния. Сонограммы с высоким разрешением показали, что Royal Oak лежит почти кверху килем, а надстройки прижаты к морскому дну. Носовая часть была оторвана первой торпедой U-47, а зияющая дыра на правом фланге была результатом второго успешного залпа. После нескольких лет задержек, Министерством обороны с Briggs Marine был заключен контракт на откачку оставшейся нефти. Так как Royal Oak был переоборудован с угольного топлива на мазут, то его топливные танки находятся в нестандартных местах, что осложняет работы. К 2006 году все резервуары двойного дна были очищены, и в следующем году началась работа по откачке нефти из внутренних отсеков при помощи оборудования для холодной резки. К 2010 году из корабля было откачано 1600 тонн мазута и последовало заявление, что затонувший корабль больше не выпускает нефть в Скапа-Флоу. Предполагается, что во внутренних помещениях остаётся до 783 м³ нефти; есть планы возобновить откачку в середине 2021 года.